# Bunny Bleu
Bunny Bleu, née le 1er juin 1964, est une actrice pornographique américaine.

## Biographie
Bunny Bleu est découverte par William Margold, et débute dans l'industrie pornographique en 1983. Elle côtoie quelque temps plus tard Traci Lords et Christy Canyon. Durant les années 1980, elle occupe des rôles de petite fille naïve, d'étudiante ou d'écolière. Entre 1983 et 1989, elle joue dans plus de 150 films.
En l'honneur de sa contribution à l'industrie pornographique, elle est intégrée au AVN Hall of Fame en 1997.